# Округ Стоун (Арканзас)
Округ Стоун (енгл. Stone County) је округ у америчкој савезној држави Арканзас. По попису из 2010. године број становника је 12.394. Седиште округа је град Mountain View.

## Демографија
Према попису становништва из 2010. у округу је живело 12.394 становника, што је 895 (7,8%) становника више него 2000. године.
| Група             | 2000.          | 2010.          |
| Белци             | 11.092 (96,5%) | 11.912 (96,1%) |
| Афроамериканци    | 9 (0,1%)       | 11 (0,1%)      |
| Азијати           | 6 (0,1%)       | 45 (0,4%)      |
| Хиспаноамериканци | 124 (1,1%)     | 157 (1,3%)     |
| Укупно            | 11.499         | 12.394         |